# Новая Каменка (Харьковская область)
Новая Каменка (укр. Нова Кам'янка), село, 
Яковенковский сельский совет,
Балаклейский район,
Харьковская область.
Село ликвидировано в ? году.

## Географическое положение
Село Новая Каменка находится у истоков реки Кресты,
ниже по течению примыкает село Калиновка.

## История
- ? — село ликвидировано.